# 1959 en Lorraine
Chronologie de la Lorraine
- 1955
- 1956
- 1957
- 1958
- 1959
- 1960
- 1961
- 1962
- 1963

Cette page est une liste d'événements qui se sont produits durant l'année 1959 en Lorraine.

## Événements

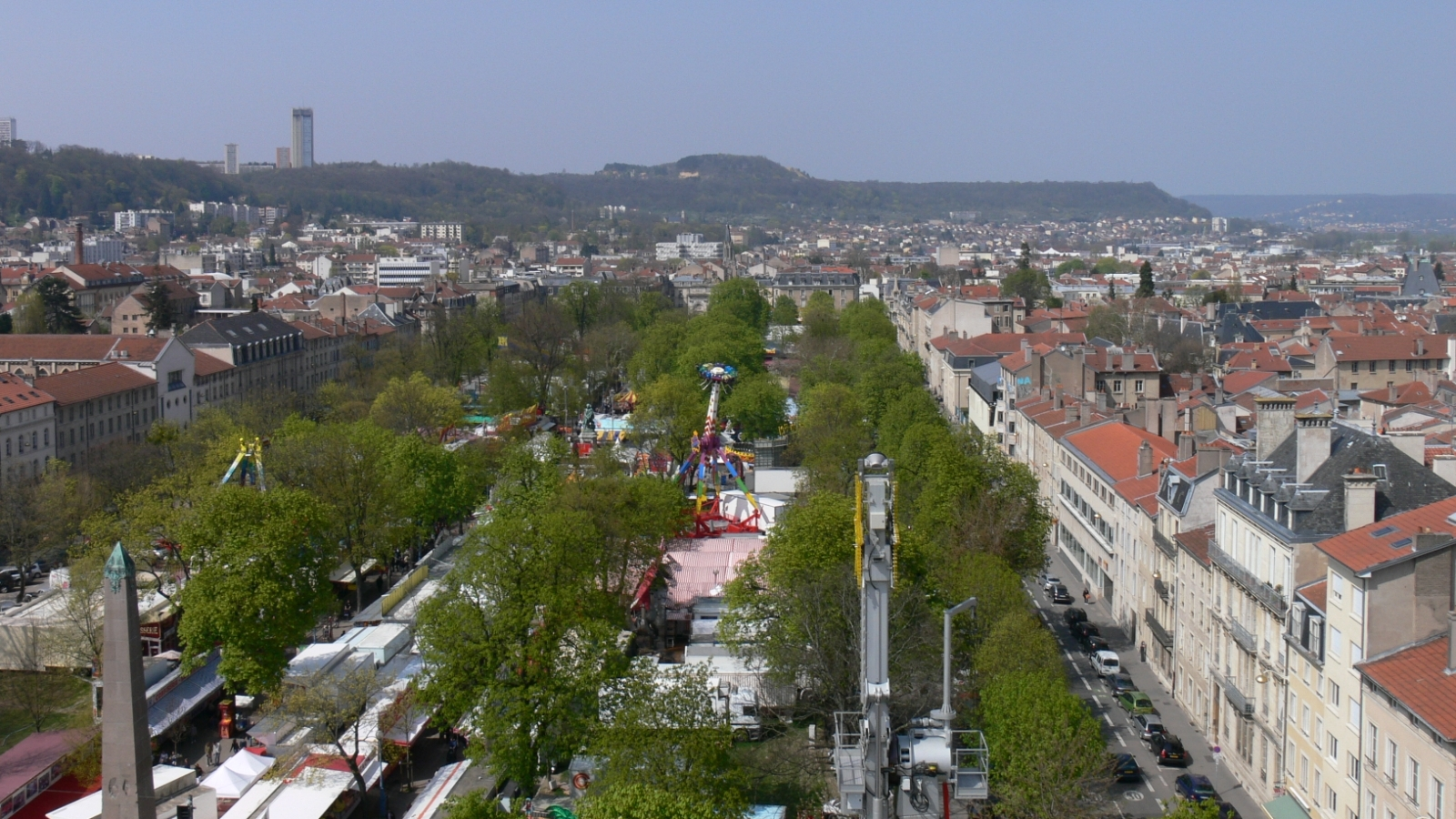
Foire de Nancy.

- Le prix Goncourt est attribué à l'auteur Messin André Schwarz-Bart pour son roman Le Dernier des Justes[1].
- Bernard Consten et 	Jean Hébert sur	Lancia Fulvia Zagato, remportent le rallye de Lorraine[2].

- 17 janvier : éboulement dans la mine de fer de Roncourt (Moselle), la secousse produite a été ressentie à Metz et enregistrée par des appareils de mesure de Strasbourg[3].
- 4 mars : début du chantier de la cité radieuse de Briey[1].
- La foire de mai est devancée à avril afin de permettre à la foire-exposition de Nancy (créée en 1929) d'être avancée de juillet à juin (ainsi la foire de Metz qui se tenait en avril se déroule désormais en mai).
- Ouverture de la Mine Ferdinand à Tressange [4]
- 26 avril : sont élus sénateurs de Meurthe-et-Moselle : Pierre de Boissonneaux de Chevigny, Robert Gravier et  Raymond Pinchard
- 26 avril : est élu sénateur de la Meuse : Martial Brousse
- 29 mai : 26 mineurs perdent la vie à la suite d'un coup de grisou dans les galeries du Puits Sainte-Fontaine, situé entre Saint-Avold et Merlebach[5].
- Août 1959 : Liliane Silistrini (Bertrand), (première brune après dix gagnantes blondes) est élue reine de la mirabelle[6]

## Naissances

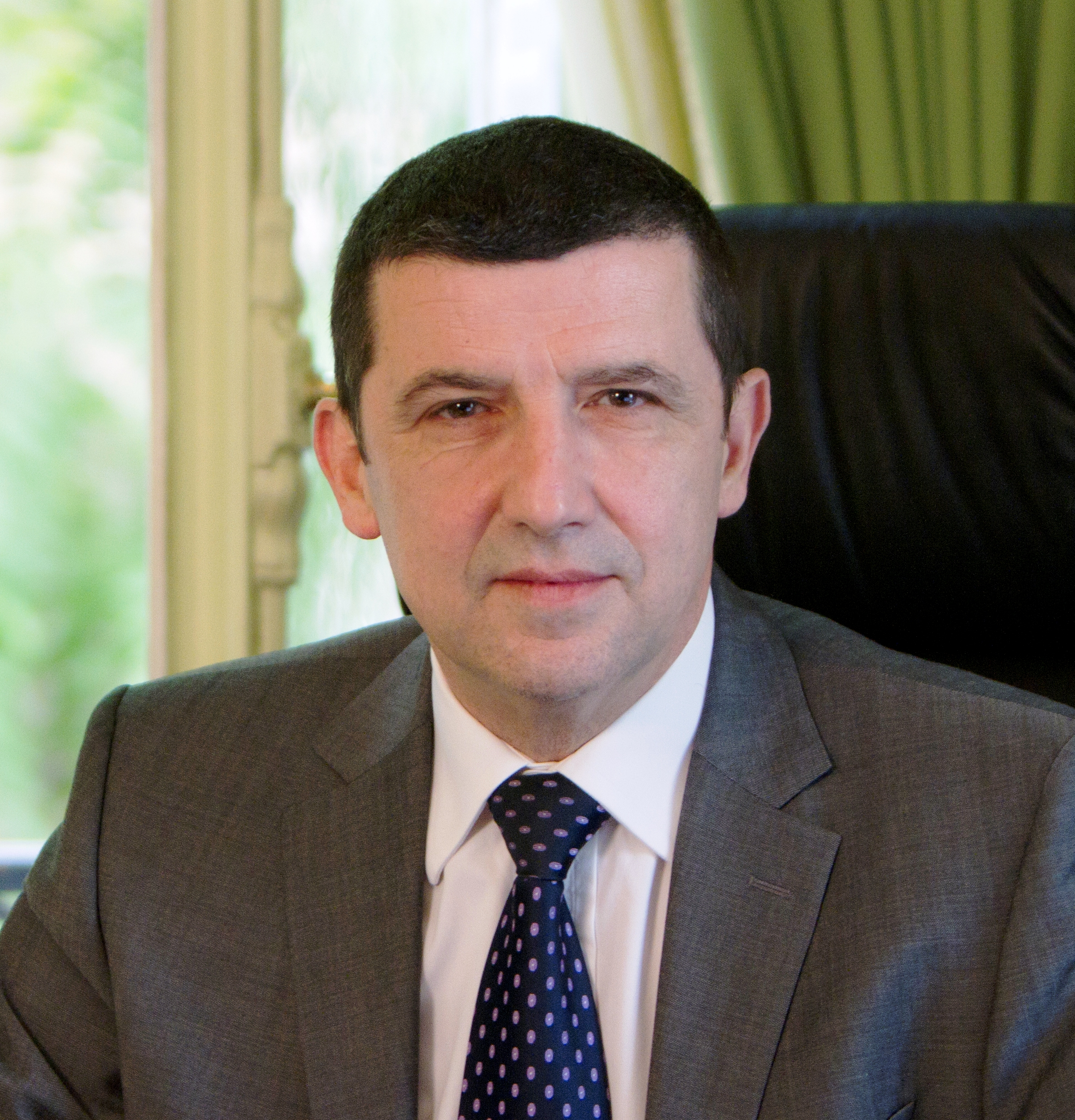
Thierry Lentz.

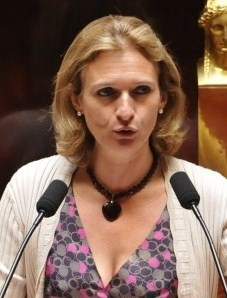
Isabelle Vasseur.

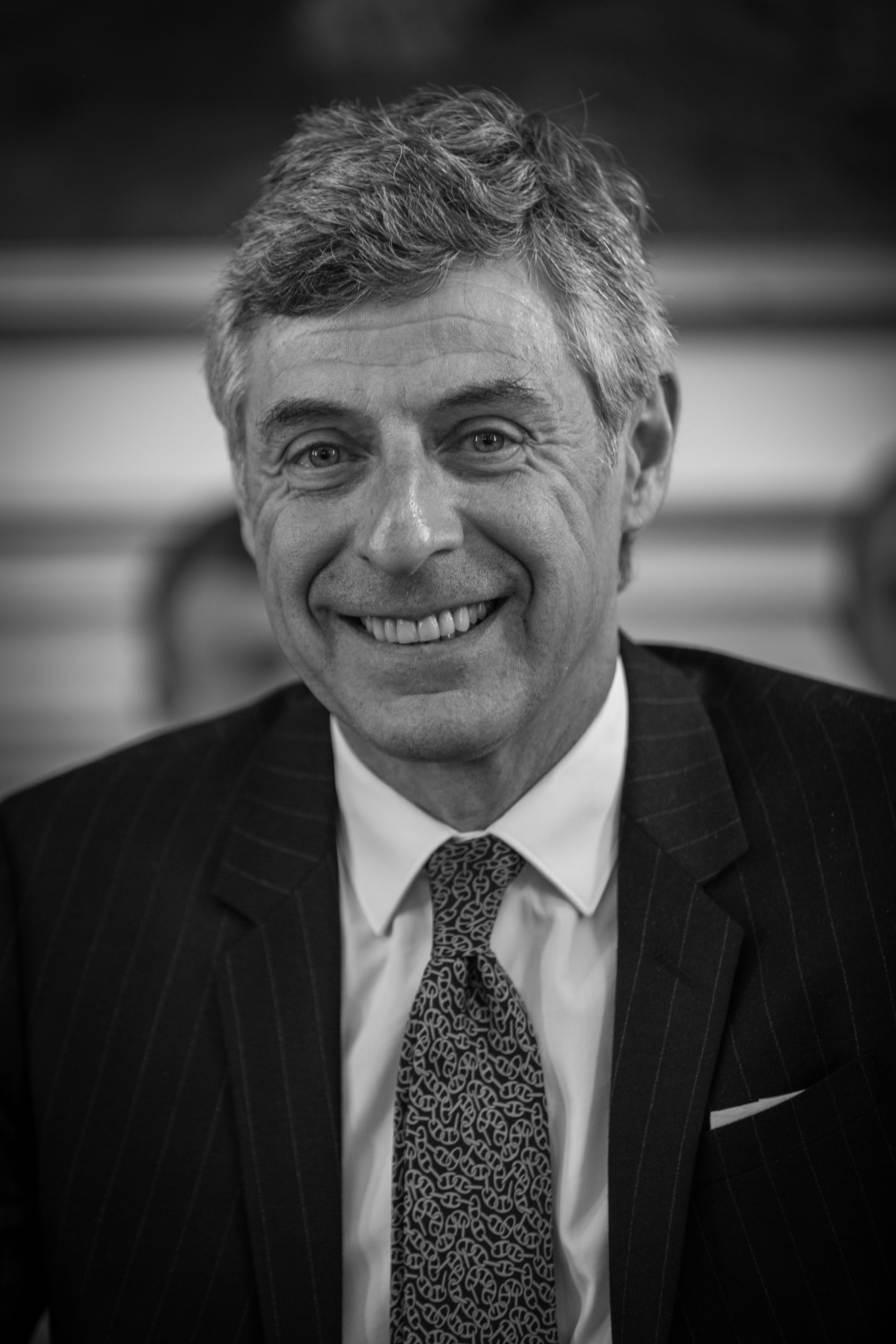
Jean-Luc Bohl par Claude Truong-Ngoc, avril 2015.

- Brigitte Kernel, née en 1959 à Rambervillers (Vosges), journaliste littéraire et écrivaine.
- 12 janvier à Metz : Nadine Picquet, directrice des services pénitentiaires française. Première femme à intégrer la direction d'une prison pour hommes en 1983, elle est la première femme nommée cheffe d'établissement de la maison d'arrêt de Fleury-Mérogis en 2015. Elle est directrice interrégionale des services pénitentiaires de Bordeaux du 9 novembre 2020 au 30 mai 2023.
- 18 janvier à Villerupt : Patrick Formica, footballeur français qui évoluait au poste d'attaquant. Il a joué pour le Football Club de Metz entre 1976 et 1980. Avant Metz, il évoluait à Audun-le-Tiche [7].
- 27 janvier à Nancy : Rachid Maatar, footballeur international algérien, devenu ensuite entraîneur de football. Il possède aussi la nationalité française. Il compte 5 sélections en équipe nationale entre 1985 et 1988.
- 4 février à Bussang : Maryvonne Briot, femme politique française.
- 19 février à Saint-Dié-des-Vosges : Régis Caël, réalisateur et producteur de documentaires.
- 25 février à Metz : Francis Heaulme, tueur en série français, surnommé le « Routard du crime », arrêté par le gendarme Jean-François Abgrall et reconnu coupable de onze meurtres dans au moins neuf affaires criminelles françaises.
- 10 mars à Moyeuvre-Grande : Jean-Luc Deganis, joueur de basket-ball professionnel français. Il mesure 2,04 m et joue au poste d'intérieur.
- 27 mars à Marville (Meuse) : Patrick Lloyd Daley, joueur français de hockey sur glace. Il possède aussi la nationalité canadienne[8].
- 10 avril à Nancy : Isabelle Vasseur, femme politique française. Membre de l'Union pour un mouvement populaire, elle est députée de la 5e circonscription de l'Aisne de 2007 à 2012.
- 30 avril à Moyeuvre-Grande : Claude Taruffi, footballeur professionnel français. Il évoluait au poste de défenseur.
- 10 mai à Laxou : Alice Botté, né Yves Botté, musicien, compositeur et producteur français.
- 15 mai à Metz : Marie-Anne Clair, ingénieure française. Après toute une carrière au Centre national d'études spatiales (CNES), elle devient directrice du Centre spatial guyanais le 1er novembre 2019[9],[10],[11]. Elle est la première femme à occuper ce poste.
- 6 juin à Nancy : Pascal Thiébaut, athlète français spécialiste des courses de fond. Il remporte quatre titres de champion de France du 1 500 mètres en plein air en 1984, 1985, 1986 et 19921, et un titre en salle en 1991.
- 12 juin à Nancy : Daniel Chenevez, auteur-compositeur-interprète français et réalisateur de vidéo-clips.
- 18 juin à Moyeuvre-Grande : Aline Kiner (née Schmid)[12], morte le 7 janvier 2019 dans le 10e arrondissement de Paris [13],[14],[15], romancière et journaliste française.
- 8 juillet à Metz : Thierry Lentz, historien et écrivain français. Spécialiste de Napoléon Ier et des études napoléoniennes, il est directeur de la Fondation Napoléon depuis 2000 et professeur associé à l'Institut catholique d'études supérieures depuis 2021.
- 13 juillet à Épinal : Éric Mauffrey, pilote de rallye français.
- 28 juillet à Verdun : Mark Randall Meadows, homme politique américain. Membre du Parti républicain, il est élu de la Caroline du Nord à la Chambre des représentants des États-Unis de 2013 à 2020, date à laquelle il devient chef de cabinet de la Maison-Blanche sous le président Donald Trump.
- 2 août à Bar-le-Duc : Marie-Anne Frison-Roche, professeur de droit privé à l'Institut d'études politiques de Paris et spécialiste du droit de la régulation dont elle a contribué à fonder la doctrine en France.
- 11 août à Laxou : Hubert Joly (Hubert, Bernard Daniel Joly), président directeur général de l'entreprise américaine Best Buy (depuis 2012). Il est originaire de Nancy.
- 22 août à Metz : Thierry Hesse, écrivain français.
- 23 août à Remiremont : Philippe Lebœuf, hôtelier français. Il occupe des postes de direction dans l'hôtellerie de luxe, notamment à New York, Londres et Paris avant de devenir en 2010 le directeur général du Mandarin Oriental à Paris. Il est primé meilleur hôtelier du monde en 2018 par le magazine Hotels.
- 27 août à Bar-le-Duc : Juliette Morillot[16],[17],[18], journaliste française.
- 29 août à Verdun : Éric Martin, joueur de football français qui évoluait au poste de milieu de terrain.
- 4 septembre à Évaux-et-Ménil : Jacques Maurice Fruminet, mort le 7 juin 2014[19] à Vandœuvre-lès-Nancy (Meurthe-et-Moselle), tueur en série français.
- 27 septembre à Metz : Michel Kirch, photographe plasticien français. Ses œuvres sont exposées internationalement depuis 1998.
- 28 septembre à Laxou : Laurent Petitgand (Lori P, Loory Petitgang, Little G’love), compositeur, chanteur, multi instrumentiste (guitariste, pianiste, saxophoniste…), auteur, et également acteur pour le cinéma.
- 14 octobre à Biencourt-sur-Orge : Bérengère Poletti, femme politique française. Membre du parti Les Républicains, elle est députée de 2002 à 2022.
- 23 octobre à Nancy : Gérard Prêcheur, entraîneur de football français.
- 7 novembre à Sarreguemines : Michel Roth, chef cuisinier français. Il est Meilleur ouvrier de France.
- 8 novembre à Nancy : Tom Novembre, nom de scène de Jean-Thomas Couture, chanteur et acteur français. Il est le frère cadet de l'artiste Charlélie Couture.
- 19 novembre à Algrange : Philippe Hinschberger, footballeur puis entraîneur français.
- 25 novembre à Créhange : Fabienne Jacob, écrivaine française.
- 28 novembre à Creutzwald : Jean-Luc Bohl, homme politique français. Il est maire de la commune de Montigny-lès-Metz en Moselle depuis 2001 et premier vice-président de l'Eurométropole de Metz et Conseiller Départemental du canton de Montigny-lès-Metz depuis 2021.
- 11 décembre à Metz : Jean-Christophe Tellier, médecin français ayant fait carrière dans l'industrie pharmaceutique. Il est directeur général d'UCB Pharma depuis janvier 2015.
- 20 décembre à Moutiers : Gianni Jean Zola, coureur cycliste italien, professionnel de 1983 à 1986.

## Décès
- 21 janvier à Saint-Avold : Nicolas Hibst[20], footballeur et entraîneur français né le 8 octobre 1915[21].
- 11 février à Lunéville : Jean Margraff, né le 17 février 1876 à Graçay, escrimeur français maniant le sabre.
- 14 février à Remiremont (Vosges) : Jean Montémont né le 22 février 1913 à Rupt-sur-Moselle (Vosges), instituteur, professeur de dessin et peintre français.
- 15 décembre à Metz : Nathan Netter (1866-1959) est grand-rabbin de Metz de 1900 à 1954.
- 16 décembre à Nancy : François Gény, né le 17 décembre 1861 à Baccarat (Meurthe), juriste français, célèbre pour sa critique de la méthode d’interprétation fondée uniquement sur l’exégèse de textes légaux et réglementaires, et qui a montré la force créatrice de la coutume et proposé de faire une large place à la libre recherche scientifique dans les méthodes d’interprétation.